# Lục quân Hàn Quốc
Lục quân Đại Hàn Dân Quốc (tiếng Hàn: 대한민국 육군; Hanja: 大韓民國陸軍; Romaja: Daehanminguk Yukgun; Hán-Việt: Đại Hàn Dân Quốc Lục Quân; tiếng Anh: Republic of Korea Army - ROKA), ngắn gọn hơn là Lục quân Hàn Quốc, là một quân chủng cấu thành nên Lực lượng Vũ trang Hàn Quốc, phụ trách nhiệm vụ tác chiến hướng mặt đất. Đây là quân chủng lớn nhất và có vai trò nòng cốt của quân đội nước này, được duy trì thông qua luật nghĩa vụ quân sự cùng đào tạo chuyên nghiệp.

## Lịch sử

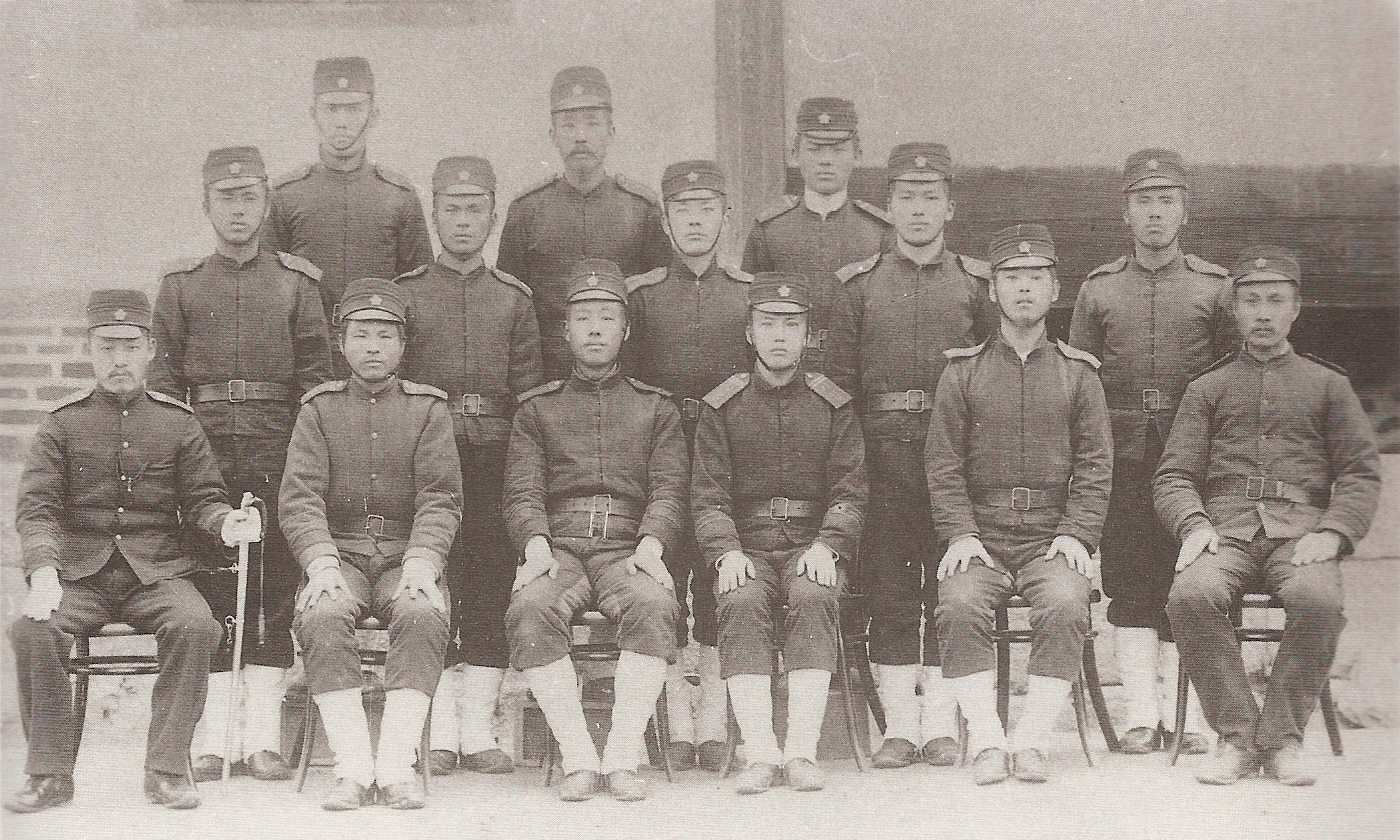
Lục quân Đại Hàn năm 1898

Lục quân Hàn Quốc có nguồn gốc từ cuộc Cải cách Gwangmu, khởi xướng bởi vua Cao Tông vào năm 1881. Bảo vệ An ninh Quốc gia và Phòng vệ Quốc gia là những lực lượng tiền thân của Lục quân Hàn Quốc. Bảo vệ An ninh Quốc gia được thành lập trong thời gian quản lý của Hoa Kỳ từ năm 1945-1948, sau khi Nhật Bản đầu hàng Đồng Minh trong Thế chiến II. Bảo vệ An ninh Quốc gia ban đầu vốn là một đơn vị dự bị của lực lượng Cảnh sát Quốc gia thời kỳ Nhật thuộc với thành phần bao gồm binh lính gốc Triều Tiên trong quân đội Quốc Dân Đảng (Trung Hoa Dân Quốc), Mãn Châu Quốc cùng Lục quân Đế quốc Nhật Bản. Ngày 15 tháng 1 năm 1946, Lực lượng Phòng vệ Quốc gia Hàn Quốc được thành lập để thay thế cho Bảo vệ An ninh Quốc gia rồi cuối cùng mở rộng, phát triển thành Lục quân Hàn Quốc như hiện nay.

## Tổng quan
Lục quân Hàn Quốc là lực lượng có quy mô lớn nhất so với các chi nhánh khác với khoảng 464.000 nhân viên quân sự chuyên nghiệp và bán quân sự tính đến năm 2019, ⅔ trong số đó hiện đang đóng quân ở tiền tuyến gần DMZ.
ROKA ước tính hiện có khoảng 2.500 xe tăng đang hoạt động, bao gồm cả những mẫu được thiết kế, lắp ráp và sản xuất nội địa như K1 88 và đặc biệt là K2 Báo Đen - một trong những mẫu xe tăng hiện đại cũng như có giá thành đắt đỏ nhất trên thế giới hiện nay, tạo thành 'xương sống' cho lực lượng tăng thiết giáp và bộ binh cơ giới kết hợp cùng một kho vũ khí lớn bao gồm nhiều hệ thống pháo các loại với khoảng 1.700 pháo tự hành K55, K9 Thunder, pháo phản lực bắn loạt K136, K239, thiết giáp K200, xe chiến đấu bộ binh 'lưỡng cư' K21 đặc biệt với khả năng tiêu diệt trực thăng. Quân đội Hàn Quốc cũng đang chú trọng vào phát triển và hoàn thiện các loại Robot quân sự với công nghệ tự động hóa cùng quá trình điều khiển có sự hỗ trợ của lực lượng tác chiến điện tử nhằm chiến đấu, tiêu diệt mục tiêu hoàn toàn bằng trí tuệ nhân tạo, ví dụ như pháo binh Robot I-UGV – một sản phẩm hợp tác với tập đoàn vũ khí Hanwha Defense, có thể nghe tiếng súng địch để khóa mục tiêu.

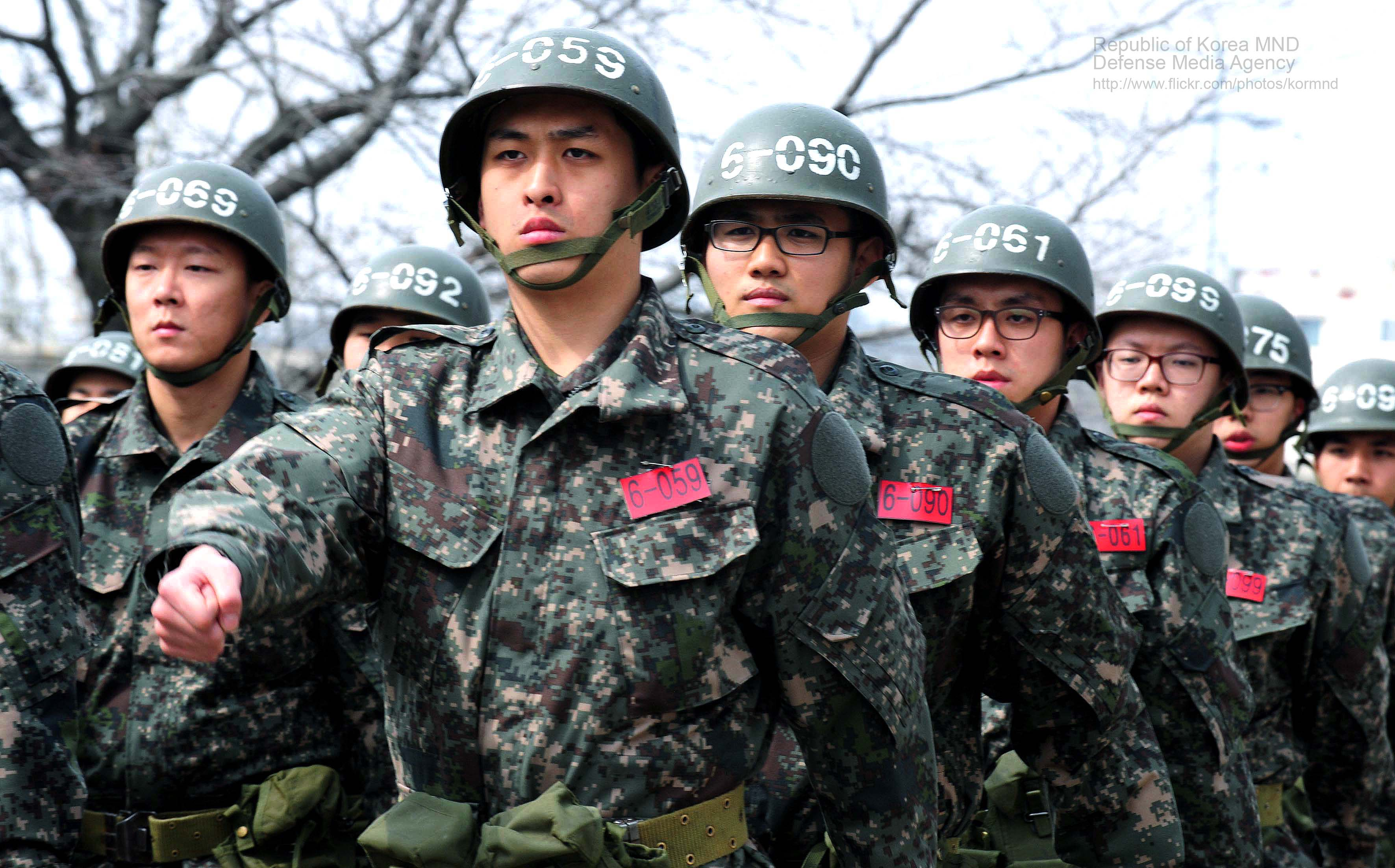
Binh sĩ lục quân Hàn Quốc

Lục quân Hàn Quốc trước đây được tổ chức thành 3 tập đoàn quân sự bao gồm: Tập đoàn quân số 1 (FROKA), Tập đoàn quân số 3 (TROKA) và Bộ tư lệnh tác chiến số 2, mỗi tập đoàn đều có hệ thống sở chỉ huy, quân đoàn cùng các sư đoàn riêng. Tập đoàn quân số 3 chịu trách nhiệm bảo vệ thủ đô Seoul và khu vực phía tây đất nước. Tập đoàn quân số 1 chịu trách nhiệm phòng thủ phần phía đông trong khi Bộ chỉ huy tác chiến số 2 phụ trách bảo vệ ngay phía sau.
Theo kế hoạch tái cơ cấu nhằm giảm bớt tình trạng dư thừa, Tập đoàn quân số 1 và 3 sẽ được hợp nhất thành Bộ chỉ huy tác chiến số 1 hay Bộ chỉ huy tác chiến mặt đất trong khi quân đoàn số 2 được chuyển đổi thành Bộ chỉ huy tác chiến số 2. Cơ cấu quân đội mới sẽ bao gồm: Bộ Tư lệnh Lục quân, Bộ Tư lệnh Hàng không và Bộ Tư lệnh Tác chiến Đặc biệt - với 9 quân đoàn, 36 sư đoàn, khoảng 464.000 quân nhân, 5.850 xe tăng và xe bọc thép, 11.337 hệ thống pháo, 7.032 hệ thống phòng thủ tên lửa, 13.000 đặc nhiệm cùng các hệ thống tác chiến hỗ trợ. Ngoài ra, 47 sư đoàn hiện nay được dự báo sẽ giảm xuống còn 28 trong tương lai gần.

## Tổ chức
- Bộ Tư lệnh Phòng thủ Thủ đô 'SHIELD' (수도 방위 사령부 '방패 부대')[15]

- Lữ đoàn Phòng không số 1 (1 방공 여단)
- Nhóm an ninh số 1 (1 경비단)
- Nhóm tín hiệu thứ 122 (122 정보 통신 단)
- Nhóm kỹ sư thứ 1113 (제 1113 공병단)
- Bộ Tư lệnh Quân khu Thủ đô (수도 방위 사령부 군사 경찰단)

- Sư đoàn bộ binh phòng thủ nội địa số 52 (52 향토 보병 사단)
- Sư đoàn bộ binh phòng thủ nội địa số 56 (56 향토 보병 사단)

- Bộ Tư lệnh tác chiến đặc biệt 'LION' (특수전 사령부 '사자 부대')

- Lữ đoàn đặc nhiệm số 1 'EAGLE' (Nhảy dù) (1 공수 특전 여단 '독수리 부대')
- Lữ đoàn 3 Lực lượng Đặc nhiệm 'FLYING TIGER' (Nhảy dù) (3 공수 특전 여단 '비호 부대')
- Lữ đoàn lực lượng đặc biệt số 7 'PEGASUS' (Nhảy dù) (7 공수 특전 여단 '천마 부대')
- Lữ đoàn Đặc công số 9 'GHOST' (Nhảy dù) (9 공수 특전 여단 '귀성 부대')
- Lữ đoàn Đặc công số 11 'GOLDEN BAT' (Nhảy dù) (11 공수 특전 여단 '황금 박쥐 부대')
- Lữ đoàn lực lượng đặc biệt số 13 'BLACK PANTHER' (Nhảy dù) (13 공수 특전 여단 '흑표 부대')

- Bộ Chỉ huy hoạt động Hàng không 'PHOENIX' (항공 작전 사령부 '불사조 부대')

- Lữ đoàn hàng không số 1 (1 항공 여단)
- Lữ đoàn hàng không số 2 (2 항공 여단)

- Bộ Tư lệnh Tên lửa lục quân 'ENDLESSNESS' (미사일 사령부 '무극 부대')
- Bộ Tư lệnh Huấn luyện quân đội & Chỉ huy học thuyết 'CREATION' (육군 교육 사령부 '창조 대')
- Bộ Tư lệnh Sĩ quan quân đội (육군 인사 사령부)
- Bộ Tư lệnh Hậu cần quân đội 'BẢY SAO' (육군 군수 사령부 '칠성대')
- Bộ Tư lệnh Lực lượng động viên quân đội (육군 동원 전력 사령부)

- Sư đoàn bộ binh dự bị số 60 (60 동원 보병 사단)
- Sư đoàn bộ binh dự bị số 66 (66 동원 보병 사단)
- Sư đoàn bộ binh dự bị số 72 (72 동원 보병 사단)
- Sư đoàn bộ binh dự bị số 73 (73 동원 보병 사단)
- Sư đoàn bộ binh dự bị số 75 (75 동원 보병 사단)

- Học viện Lục quân Hàn Quốc tại Yeongcheon (육군 3 사관학교)
- Học viện Quân sự Hàn Quốc (육군 사관학교)
- Bộ Tư lệnh Tác chiến mặt đất

- Sư đoàn bộ binh phòng thủ nội địa số 36 'WHITE TIGER' (36 향토 보병 사단 '백호 부대')
- Sư đoàn hỗ trợ hậu cần thứ nhất (1 군수 지원 사령부)
- Sư đoàn hỗ trợ hậu cần thứ 3 'THREE HORSES' (3 군수 지원 사령부 '삼마 부대')

- Lữ đoàn pháo binh Thủ đô (수도 포병 여단)

- Sư đoàn bộ binh số 17 'LIGHTNING' (17 보병 사단 '번개 부대')
- Sư đoàn bộ binh phòng thủ nội địa số 51 'TOTAL VICTORY' (51 향토 보병 사단 '전승 부대')
- Sư đoàn bộ binh phòng thủ nội địa số 55 'BEACON FIRE' (55 향토 보병 사단 '봉화 부대')

- Quân đoàn I 'GWANGGAETO' (1 군단 '광개토 부대')

- Lữ đoàn thiết giáp số 2 'LOYALTY' (2 기갑 여단 '충성 부대')
- Lữ đoàn thiết giáp số 30 (30 기갑 여단)
- Lữ đoàn pháo binh số 1 'FLYING TIGER' (1 포병 여단 '비호 부대')
- Lữ đoàn công binh số 1 (1 공병 여단)

- Sư đoàn bộ binh 1 'FORWARD' (1 보병 사단 '전진 부대')
- Sư đoàn bộ binh 9 'WHITE HORSE' (9 보병 사단 '백마 부대')
- Sư đoàn bộ binh 25 'WYVERN' (25 보병 사단 '비룡 부대')

- Quân đoàn II 'RỒNG ĐÔI' (2 군단 '쌍용 부대')

- Lữ đoàn thiết giáp số 3 'LIGHTNING' (3 기갑 여단 '번개 부대')
- Lữ đoàn pháo binh số 2 (2 포병 여단)
- Lữ đoàn công binh số 2 (2 공병 여단)

- Sư đoàn bộ binh 7 'BẢY SAO' (7 보병 사단 '칠성 부대')
- Sư đoàn bộ binh 15 'VICTORY' (15 보병 사단 '승리 부대')
- Sư đoàn bộ binh 27 'HÃY CHIẾN THẮNG' (27 보병 사단 '이기 자 부대')

- Quân đoàn III 'MOUNTAINS' (3 군단 '산악 부대')

- Lữ đoàn thiết giáp số 20 (20 기갑 여단)
- Lữ đoàn pháo binh số 3 (3 포병 여단)
- Lữ đoàn công binh số 3 (3 공병 여단)

- Sư đoàn bộ binh số 12 'EULJI' (12 보병 사단 '을지 부대')
- Sư đoàn bộ binh số 21 'MT. BAEKDU' (21 보병 사단 '백두산 부대')

- Quân đoàn V 'VICTORIOUS ADVANCE' (5 군단 '승진 부대')

- Lữ đoàn thiết giáp số 1 'BLITZKRIEG' (1 기갑 여단 '전격 부대')
- Lữ đoàn pháo binh số 5 'VICTORIOUS ADVANCE' (5 포병 여단 '승진 포병 부대')
- Lữ đoàn công binh số 5 (5 공병 여단)

- Sư đoàn bộ binh số 3 'WHITE SKULL' (3 보병 사단 '백골 부대')
- Sư đoàn bộ binh số 6 'BLUE STAR' (6 보병 사단 '청성 부대')

- Quân đoàn VI 'ADVANCE' (6 군단 '진 군부대')

- Lữ đoàn thiết giáp số 5 'IRON STORM' (5 기갑 여단 '철 풍부 대')
- Lữ đoàn pháo binh số 6 (6 포병 여단)
- Lữ đoàn công binh số 6 (6 공병 여단)

- Sư đoàn bộ binh số 5 'THE KEY' (5 보병 사단 '열쇠 부대')
- Sư đoàn bộ binh số 28 'INVINCIBLE TYPHOON' (28 보병 사단 '무적 태풍 부대')

- Quân đoàn cơ động VII 'VANGUARD' (7 기동 군단 '북진 선봉 부대')

- Lữ đoàn pháo binh số 7 (7 포병 여단)
- Lữ đoàn công binh số 7 (7 공병 여단)

- Sư đoàn bộ binh cơ giới thủ đô 'TIGER' (수도 기계화 보병 사단 '맹호 사단')
- Sư đoàn bộ binh cơ giới số 8 'TUMBLER' (8 기계화 보병 사단 '오뚜기 부대')
- Sư đoàn bộ binh cơ giới số 11 ' HWARANG ' (11 기계화 보병 사단 '화랑 부대')
- Sư đoàn dù phản ứng nhanh số 2 (2 신속 대응 사단)

- Quân đoàn VIII 'CON RỒNG BIỂN ĐÔNG' (8 군단 '동해 충용 부대')

- Lữ đoàn thiết giáp số 102 'SUNRISE' (102 기갑 여단 '일출 부대')

- Sư đoàn bộ binh số 22 ' YULGOK ' (22 보병 사단 '율곡 부대')
- Sư đoàn bộ binh số 23 'IRON WALL' (23 보병 사단 '철벽 부대')

- Lữ đoàn xung kích đặc biệt số 201 (201 특공 여단)
- Lữ đoàn xung kích đặc biệt số 203 (203 특공 여단)

- Sư đoàn hỗ trợ hậu cần thứ 5 (5 군수 지원 사령부)
- Sư đoàn bộ binh phòng thủ nội địa số 31 (31 향토 보병 사단)
- Sư đoàn bộ binh phòng thủ nội địa số 32 (32 향토 보병 사단)
- Sư đoàn bộ binh bảo vệ nội địa số 35 (35 향토 보병 사단)
- Sư đoàn bộ binh bảo vệ nội địa số 37 (37 향토 보병 사단)
- Sư đoàn bộ binh phòng thủ nội địa số 39 (39 향토 보병 사단)
- Sư đoàn bộ binh bảo vệ nội địa số 50 (50 향토 보병 사단)
- Sư đoàn bộ binh bảo vệ nội địa số 53 (53 향토 보병 사단)